# Hyphodermella
Hyphodermella là một chi nấm thuộc họ Phanerochaetaceae. Chi này phân bố rộng khắp và có ba loài.